# Guangzhou Open 2023
Guangzhou Open 2023, oficiálně Galaxy Holding Group Guangzhou Open 2023, byl tenisový turnaj na ženském profesionálním okruhu WTA Tour hraný v Mezinárodním tenisovém centru v Nan-še. Sedmnáctý ročník Guangzhou Open probíhal mezi 18. až 23. zářím 2023 v čínském Kantonu na dvorcích s tvrdým povrchem. Stal se prvním turnajem ženského okruhu v Číně od lednového Shenzhen Open 2020. Čínská část okruhu byla v letech 2020 a 2021 zrušena kvůli pandemii covidu-19. Od prosince 2021 do dubna 2023 WTA bojkotovala čínské turnaje v důsledku kauzy zmizení čínské tenistky Pcheng Šuaj.
Turnaj dotovaný 259 303 dolary patřil do kategorie WTA 250. Nejvýše nasazenou singlistkou se stala dvacátá sedmá tenistka světa Magda Linetteová z Polska, která skončila jako poražená finalistka. Poslední přímou účastnicí hlavní soutěže se stala Němka Jule Niemeierová, figurující na 89. místě. V důsledku invaze Ruska na Ukrajinu na konci února 2022 řídící organizace tenisu ATP, WTA a ITF s grandslamy rozhodly, že ruští a běloruští tenisté mohli dále na okruzích startovat, ale do odvolání nikoli pod vlajkami Ruska a Běloruska.
První kariérní finále na okruhu WTA Tour proměnila 22letá Wang Si-jü v premiérový singlový titul a stala se pátou čínskou šampionkou kantonského turnaje. Deblovou soutěž ovládly Číňanky Kuo Chan-jü a Ťiang Sin-jü, které získaly první společnou trofej.

## Rozdělení bodů a finančních odměn

### Rozdělení bodů
| Soutěž  | Soutěž      | vítězové | finalisté | semifinalisté | čtvrtfinalisté | 16 v kole | 32 v kole | Q  | Q2 | Q1 |
| ------- | ----------- | -------- | --------- | ------------- | -------------- | --------- | --------- | -- | -- | -- |
| dvouhra | [ 4 ] [ 9 ] | 280      | 180       | 110           | 60             | 30        | 1         | 18 | 12 | 1  |
| čtyřhra | [ 10 ]      | 280      | 180       | 110           | 60             | 1         | —         | —  | —  | —  |

### Finanční odměny
| Soutěž                                | Soutěž      | vítězové | finalisté | semifinalisté | čtvrtfinalisté | 16 v kole | 32 v kole | Q2      | Q1      |
| ------------------------------------- | ----------- | -------- | --------- | ------------- | -------------- | --------- | --------- | ------- | ------- |
| dvouhra                               | [ 4 ] [ 9 ] | 34 228 $ | 20 226 $  | 11 276 $      | 6 418 $        | 3 920 $   | 2 804 $   | 2 075 $ | 1 340 $ |
| čtyřhra                               | [ 10 ]      | 12 447 $ | 7 000 $   | 4 020 $       | 2 400 $        | 1 848 $   | —         | —       | —       |
| částka ve čtyřhrách je uvedena na pár |             |          |           |               |                |           |           |         |         |

## Ženská dvouhra

### Nasazení
| Stát                         | Hráčka             | WTA | Nasazení |
| ---------------------------- | ------------------ | --- | -------- |
| Polsko                       | Magda Linetteová   | 24. | 1.       |
| Čína                         | Ču Lin             | 35. | 2.       |
| Německo                      | Tatjana Mariová    | 48. | 3.       |
| Itálie                       | Lucia Bronzettiová | 60. | 4.       |
| Španělsko                    | Rebeka Masárová    | 65. | 5.       |
| Česko                        | Linda Fruhvirtová  | 68. | 6.       |
| Belgie                       | Greet Minnenová    | 69. | 7.       |
| USA                          | Claire Liuová      | 70. | 8.       |
| Žebříček WTA k 11. září 2023 |                    |     |          |

### Jiné formy účasti
Následující hráčky obdržely divokou kartu do hlavní soutěže:
- Paj Čuo-süan
- Jou Siao-ti
- Jüan Jüe

Následující hráčka nastoupila pod žebříčkovou ochranou:
- Darja Savilleová

Následující hráčky postoupily z kvalifikace:
- Harriet Dartová
- Alexandra Ealaová
- Viktorija Golubicová
- Despina Papamichailová
- Mojuka Učidžimová
- Jang Ja-i

Následující hráčky postoupily z kvalifikace jako šťastné poražené:
- Viktória Hrunčáková
- Jessika Ponchetová

### Odhlášení
před zahájením turnaje
- Katie Boulterová → nahradila ji  Clara Tausonová
- Sorana Cîrsteaová → nahradila ji  Jodie Burrageová
- Wang Sin-jü → nahradila ji  Jessika Ponchetová
- Ču Lin → nahradila ji  Viktória Hrunčáková

## Ženská čtyřhra

### Nasazení
| Stát                                                                        | Hráčka               | Stát     | Hráčka             | WTA  | Nasazení |
| --------------------------------------------------------------------------- | -------------------- | -------- | ------------------ | ---- | -------- |
| USA                                                                         | Sabrina Santamariová |          | Jana Sizikovová    | 118. | 1.       |
| Japonsko                                                                    | Eri Hozumiová        | Japonsko | Makoto Ninomijová  | 139. | 2.       |
| Česko                                                                       | Anastasia Dețiuc     | Polsko   | Katarzyna Piterová | 152. | 3.       |
| Polsko                                                                      | Magda Linetteová     | Japonsko | Mojuka Učidžimová  | 194. | 4.       |
| Žebříček WTA k 11. září 2023; číslo je součtem umístění obou členek dvojice |                      |          |                    |      |          |

### Jiné formy účasti
Následující páry obdržely divokou kartu:
- Feng Šuo /  Tchang Čchien-chuej
- Kuo Chan-jü /  Ťiang Sin-jü

## Přehled finále

### Ženská dvouhra
- Wang Si-jü vs.  Magda Linetteová, 6–0, 6–2

### Ženská čtyřhra
- Kuo Chan-jü /  Ťiang Sin-jü vs.  Eri Hozumiová /  Makoto Ninomijová, 6–3, 7–6(7–4)